# Dreiecksäure
Dreiecksäure ist eine chemische Verbindung mit der chemischen Formel C3O(OH)2 aus der Gruppe der Oxokohlenstoffsäuren und Oxokohlenstoffe. Ihre Salze und Ester heißen Deltate.

## Gewinnung und Darstellung
Dreiecksäure wurde erstmals 1975 durch Photolyse des Quadratsäure-bis(trimethylsilyl)ester durch David Eggerding und Robert West gewonnen, wobei der Quadratsäure-Ester durch Abgabe einer Carbonylgruppe (CO) aus dem Ring in Bis(trimethylsilyl)deltat umgesetzt wird, dessen Zersetzung durch Butanol die Dreiecksäure ergibt.
Sie kann auch durch Reaktion von Quadratsäure-bis(trimethylsilyl)ester und Trimethylsilylchlorid hergestellt werden.
Ebenfalls möglich ist die Synthese durch Reaktion von Dichlorcarben mit Bis-tert-butoxyacetylen über Dreiecksäure-bis-tert-butylester.

## Eigenschaften
Die Resonanzstrukturen für das Dianion der Dreiecksäure legen den Schluss nahe, dass die Verbindung aromatischen Charakter besitzen sollte.